# کارتر (فیلم ۲۰۲۲)
کارتر (به کره‌ای: 카터) یک فیلم اکشن و دلهره‌آور محصول سال ۲۰۲۲ سینمای کره جنوبی به کارگردانی یونگ بیونگ-گیل با بازی جو وون، لی سونگ جه، جونگ سوری و کیم بومین است. این فیلم حول محور یک مأمور مخفی می‌چرخد که به وسط یک مأموریت مرموز پرتاب می‌شود. در حالی که حافظه‌اش را از دست داده‌است. این فیلم توسط کمپانی نتفلیکس در ۵ اوت ۲۰۲۲ منتشر شد.

## داستان
فیلم کارتر راجع به مأموری به نام کارتر است که در اتاق یک هتل بین راهی بیدار می‌شود اما چیزی در مورد خودش یا حتی نامش به خاطر نمی‌آورد. او که هیچ خاطره ای از گذشته خود ندارد، به دل مأموریت خطرناکی فرستاده می‌شود. او باید هنگام فرار از مرگ که سایه به سایه به دنبالش است، هویت خود را کشف کند و بفهمد چگونه سر از اینجا درآورده و این صدای مرموزی که در گوشش او را کارتر صدا می‌زند کیست…

## تولید
فیلمبرداری در استان چونگچئونگ شمالی در اواخر ژوئن ۲۰۲۱ انجام شد.

## بازخوردها
ظرف ۳ روز پس از اکران، فیلم کارتر ۲۷٫۳ میلیون ساعت بازدید را ثبت کرد و در رده ۱۰ فیلم برتر جهانی (غیر انگلیسی) کمپانی نتفلیکس برای هفته اول تا ۷ اوت، رتبه ۱ را کسب کرد و در مجموع در ۹۰ کشور، وارد لیست ۱۰ فیلم برتر شد.